# Судников, Павел Дмитриевич
Павел Дмитриевич Судников (25 июня 1913 год, город Борисов — 11 февраля 1995 год) — разработчик новаторских методов на железной дороге, старший дежурный помощник начальника оперативно-распорядительного отдела службы движения Белорусской железной дороги, Минская область, Белорусская ССР. Герой Социалистического Труда (1959).

## Биография
Родился в 1913 году в рабочей семье в городе Борисов. В 1936 году окончил Оршанский техникум железнодорожного транспорта, после которого с 1937 года работал дежурным по станциях Фаниполь, Беларусь, Негорелое, Радошковичи, помощником начальника станций Негорелое, начальником станции Фаниполь, поездным инспектором Минского отделения Московско-Белорусско-Балтийской железной дороги. Во время Великой Отечественной войны трудился на Казанской и Западной железных дорогах. Весной 1944 года возвратился в Минск. С июля 1944 года возглавлял организационные работы по продвижению воинских эшелонов на Запад. Член ВКП(б) с 1945 года.
С 1944 по 1954 года — дежурный по Минскому отделению Минской железной дороги. В 1957 году окончил Ленинградский институт инженеров железнодорожного транспорта. С 1957 года — диспетчер управления, старший дежурный помощник начальника оперативно-распорядительного отдела службы движения Белорусской железной дороги.
В 1951—1952 годах разработал и первым внедрил на своём участке новаторские приёмы оперативного планирования, регулирования движения поездов и оборота локомотивов, в результате которых улучшилось использование подвижного состава, повысилась производительность труда и его себестоимость. В 1951 году участок Павла Судникова, применив его расчёты, перевыполнил производственный план погрузки на 110 %, выгрузки — на 105 %, среднесуточный пробег локомотива составило на 20 километров выше плана. Экономический эффект составил 250 тысяч рублей.
В 1952 году благодаря методу Павла Судникова Белорусская железная дорога получила сверхплановой прибыли на 10 миллионов рублей. Метод Павла Судникова под названием «Комплексный метод регулирования движения поездов и оборота локомотивов» был утверждён Коллегией Министерства путей сообщения и был рекомендован для внедрения на всех железных дорогах СССР. В 1952 году по его методу работало 376 дежурных по отделениям и 750 диспетчеров по поездам.
Указом Президиума Верховного Совета СССР от 1 августа 1959 года за выдающиеся успехи, достигнутые в развитии железнодорожного транспорта удостоен звания Героя Социалистического Труда с вручением ордена Ленина и золотой медали «Серп и Молот».
С 1960 года — заместитель начальника технического отдела, начальник бюро рационализации и изобретательства Белорусской железной дороги. Внедрил на дороге новый способ работы паровозных бригад,
В 1979 году вышел на пенсию. Проживал в Минске, где скончался в 1995 году.
Сочинения
- Опыт планирования и регулирования поездной работы на отделении, Москва, 1951

## Награды
- Орден Ленина
- Медаль «За трудовое отличие» (12.07.1951)
- Медаль «За трудовую доблесть» (1.08.1953)